# Groupe azo
Pour les articles homonymes, voir Azo.
Ne doit pas être confondu avec Diazo.
Le groupe azo est un groupe fonctionnel en chimie organique, de formule R–N=N–R'. C'est un excellent groupe partant car il produit du diazote lors de son élimination, il n'y a donc pas de purification à faire pour l'éliminer.

## Synthèse
Les composés azo peuvent être obtenus de différentes façons. La voie synthétique la plus courante est le couplage azo qui est une substitution électrophile aromatique entre un sel de diazonium aromatique (électrophile) et une espèce aromatique activée (nucléophile) telle que les dérivés du phénol ou de l'aniline. Pour des raisons de mésomérie, le couplage a lieu en position para, ou en ortho lorsque cette dernière est occupée. Cette méthode est très déployée au niveau de l'industrie des colorants.
Dans le cas des composés azo symétriques, ceux-ci peuvent être synthétisés par condensation des dérivés du nitrobenzène en milieu fortement alcalin et en présence de glucose comme agent réducteur,.
Il est possible aussi d'obtenir des composés azo par déshydrogénation d'une hydrazine substituée sur alumine basique ou dopée au fluorure de potassium (KF). Cette méthode est dite « verte » parce qu'elle ne fait pas intervenir de solvants organiques.

## Utilisations

### Colorants et pigments
Les composés azo aromatiques sont très appréciés dans l'industrie des colorants pour leurs couleurs vivaces, conséquence de la délocalisation des électrons π. Par exemple l'hélianthine (ou méthylorange) est un indicateur coloré utilisé en chimie analytique lors de dosages acido-basiques.

Méthylorange.
Phénylazophénol.
Tartrazine.

### Situation juridique
L’étiquetage des denrées alimentaires contenant les colorants alimentaires possédant un groupe azo doit comporter la mention supplémentaire :
« — numéro E du ou des colorants — : peut avoir des effets indésirables sur l’activité et l’attention chez les enfants ».